# Пугольягун
Пугольягун (устар. Пугол-Ягун) — река в Ханты-Мансийском АО. Устье реки находится в 121 км по левому берегу реки Большой Юган. Длина реки составляет 52 км, площадь бассейна — 252 км². Левый приток — Ай-Пугольягун.

## Данные водного реестра
По данным государственного водного реестра России относится к Верхнеобскому бассейновому округу, водохозяйственный участок реки — Обь от города Нефтеюганск до впадения реки Иртыш, речной подбассейн реки — Обь ниже Ваха до впадения Иртыша. Речной бассейн реки — (Верхняя) Обь до впадения Иртыша.
Код объекта в государственном водном реестре — 13011100212115200048458.